# الأخوان تشنغ
الأخوان تشنغ «آر تشنغ» (شقيقان أو أخوان - تشنغيان) في الفلسفة الصينية اصطلاح وُضِعَ للإشارة إلى اثنان من الإخوة ساهما في تأسيس الكونفشيوسية المتأخرة، وهذا على الرغم من الاختلاف الذي كان بينهما: بين «تشنغ هاو» (1032 - 1085) وأخوه «تشنغ يي» (1033 - 1107)، إلا أن الفضل في نشأة الحركة الكونفشيوسية الجديدة يعود إليهما كما أن مدرستهما التي تسمى «مدرسة الأخوان تشنغ» هي اللبنة الأساسية في انتشار الكونفشيوسية الجديدة.